# Magister artium
Le titre de magister artium, également liberalium artium magister, en français, maître ès arts, était un grade universitaire au Moyen Âge délivré par les facultés des arts.

## Présentation

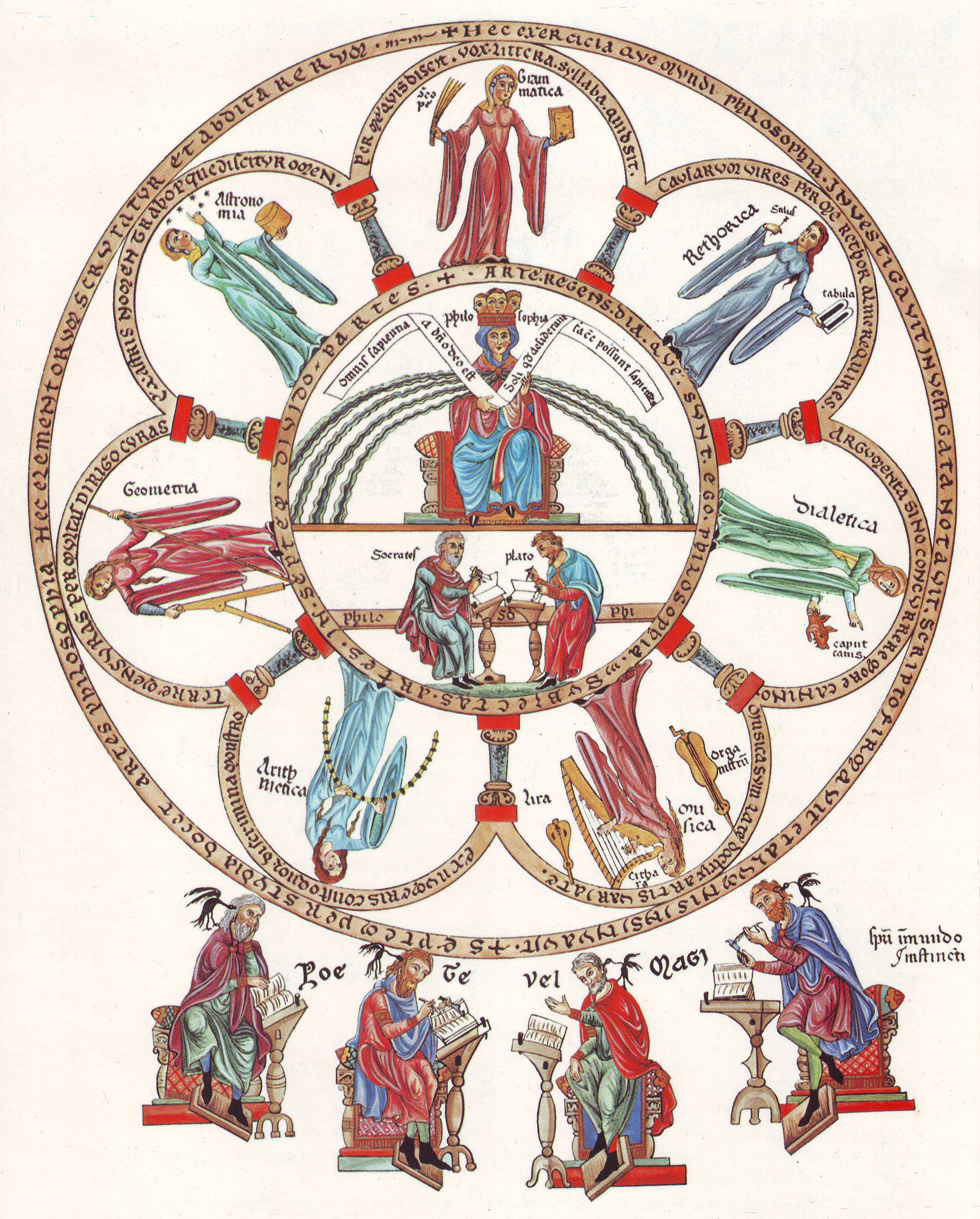
Les sept arts libéraux dans l'Hortus deliciarum d'Herrade de Landsberg

Les étudiants des facultés des arts, appelés artistes ou artiens, recevaient le titre de Magister artium après avoir étudié les arts libéraux, les sept arts libéraux, au Moyen Âge :
- Grammaire, rhétorique et dialectique, le trivium mot qui signifie les trois chemins ou « les trois voies ou matières d'études » en latin, et concerne le « pouvoir de la langue »,
- Arithmétique, géométrie, musique et astronomie, le quadrivium soit les quatre chemins ou les quatre voies au-delà du trivium, se rapporte au « pouvoir des nombres ».

Après avoir terminé avec succès les examens de ces arts, qui étaient les sciences de base à l'époque, le diplômé avait le droit, en tant que maître ès arts, d'enseigner le trivium aux plus jeunes. Cette position correspondrait à celle d'un assistant universitaire aujourd'hui .

## Le programme des sept arts
Dans la Grèce antique, les sept arts étaient déjà connus, mais ne formaient pas encore un programme d'enseignement. Les quatre matières mathématiques ont été mentionnées pour la première fois dans le dialogue La République de Platon comme des matières qui, en plus de la philosophie, conduisent à la réalisation de la raison dans la formation de «l'homme d'État idéal» .
Le programme des sept arts est d'abord traité Marcus Terentius Varro (Ier siècle av. J.-C.) dans Disciplinarum libri IX, qui traitaient également de médecine et d'architecture, et Cicéron. Sénèque les a introduits dans le recensement qui est encore courant aujourd'hui. Au début du Ve siècle, Martianus Capella écrit le récit mythologique mêlant des développements en prose et des passages poétiques, Les Noces de Philologie et de Mercure, dans lequel il définit la somme des connaissances aussi bien littéraires que scientifiques nécessaires, traitant tous les arts libéraux, dans le cadre d'un livre de dimension raisonnable. 
L'enseignement des arts libéraux a été développé par Boèce, Cassiodore et Isidore de Séville dans Etymologiae. Comme il est de coutume dans les universités médiévales, des auteurs grecs ont également été présentés, par exemple, la grammaire, l' Ars grammatica d'Ælius Donatus, la rhétorique avec Rhetorica ad Herennium, l'arithmétique et la musique avec l' Institution arithmétique et l' Institution musicale de Boèce et la dialectique avec l' Organon d'Aristote.

## Développement de l'enseignement
Robert de Courçon (ou Courson), chancelier de l'Université de Paris depuis 1211, promulgue les statuts de l'université de Paris, en août 1215, qui règle le cursus des études dans la faculté des arts. La durée des études est fixée à six ans et l'âge minimum pour accéder à la maîtrise doit être de 21 ans.
L'enseignement des sept arts était un cours préparatoire entre l'enseignement élémentaire - lecture et écriture avec les premières leçons de latin, l'arithmétique et le chant - et l'étude des sciences, parmi lesquelles la théologie qui était considéré comme la science la plus importante au début du Moyen Âge. Le matériel pédagogique des Artes a été diffusé dans les écoles monastiques et des écoles cathédrales ainsi que par les "maîtres libres" et dans les écoles des villes.
Lorsque les Universitates studiorum ont émergé, elles ont été divisées en quatre facultés :
- la faculté des arts (facultas artium) donnait une formation générale dans les arts libéraux (triuium et quadriuium) et servait souvent de propédeutique aux autres facultés formant le studium generale ;
- la faculté de théologie enseignait la théologie catholique ;
- la faculté de décret (ou de droit) était consacrée à l'enseignement du droit, essentiellement le droit romain et / ou le droit canonique, souvent appelé alors Décret, d'où le nom de faculté de décret pour les facultés spécialisées en droit canon ;
- la faculté de médecine était consacrée aux études de médecine.

La faculté des arts décerne le titre de baccalaureus artium en tant que diplôme universitaire puis, après le deuxième examen, le diplôme demagister artium. La licence d' enseigner (licentia docendi) dans les arts libéraux a été partiellement acquise dans le cadre du baccalauréat, mais uniquement avec le diplôme de maîtrise. À sa place, le docteur (Doctor philosophiae) a pris le relais du XVe siècle .
Les Magistri artium («professeurs ès arts») ont incorporé dans leur enseignement des textes philosophiques des nouvelles traductions d'Aristote et de ses commentateurs arabes dans le matériel pédagogique précédent des écoles monastiques et cathédrales. D'un autre côté, la rhétorique et la musique sont passées au second plan, tout comme la grammaire, à moins qu'elles ne soient maintenues comme une sorte de logique de la parole. La dialectique, d'autre part, est devenue plus importante, et a été élargie avec les mathématiques et les arts scientifiques (arithmétique, géométrie, astronomie) pour étudier la physique et la métaphysique. En outre, il y avait des cours sur l'éthique et l'économie en tant que « philosophie pratique » et politique .
Dans leurs conférences et stages, les maîtres devaient donc représenter un sujet clairement délimité au début du Moyen Âge, mais développé plus tard sous l'influence de la philosophie aristotélicienne pour inclure la physique. Les sujets du trivium ont perdu une partie de leur importance, tout comme le droit des maîtres à enseigner à partir du XVe siècle.
Dans la transition de la Renaissance vers l'humanisme des XVe et XVIe siècles, le concept de Studia humanitatis a émergé, qui était moins basé sur un sujet canonique que sur des objectifs éducatifs classiques du Cicéron. Les Artes ont été réformés à nouveau, également en ce qui concerne les objectifs éducatifs à l'école et les cours privés. Les sujets du trivium étaient « plus classiques » et enrichis de poètes grecs, tandis qu'en philosophie, l'application pratique et l'étude de l'histoire étaient au premier plan.

## Évolution des titres universitaires en France
En France, les universités ont été supprimées par le décret du 15 septembre 1793 de la Convention nationale. Napoléon rétablit l'Université impériale en 1808 avec trois titres universitaires : le baccalauréat, la licence et le doctorat. La maîtrise est un diplôme créé en 1966. Elle est délivrée au terme du deuxième cycle des études supérieures universitaires. Les étudiants titulaires d’une maîtrise peuvent alors poursuivre des études au sein d’un troisième cycle menant soit en un an à un diplôme d'études supérieures spécialisées , créé en 1977. 
La déclaration de Bologne, le 19 juin 1999, a pour but de construire un « espace européen de l'enseignement supérieur ». Quelques mois plus tard, sous le ministère de Claude Allègre, un mastaire est créé en tant que grade universitaire, et s’ajoute aux grades préexistant permettant « de rassembler sous une appellation unique un ensemble de diplômes et de titres, de niveau comparable, délivrés au nom de l’État et bénéficiant de sa garantie ». En 2002, la réforme Licence-Master-Doctorat structure toutes les formations de l’enseignement supérieur avec les grades de licence, master (nouveau nom du mastaire) et doctorat, reprenant la répartition des titres du système universitaire anglo-saxon qui lui-même reprenait les grades de l'ancienne université de Paris : Bachelor of Arts (B.A.) correspondant au baccalauréat universitaire ès lettres, Master of Arts (M.A.) équivalent en France à maîtrise universitaire ès lettres, Doctor of Arts (D.A.) équivalent à doctorat ès lettres.